# Katrine Harries
Katrine Harries (* 23. November 1914 in Berlin-Schmargendorf; † 24. Februar 1978) war eine deutsch-südafrikanische Grafikerin und Illustratorin.

## Leben
Katrine Harries war die Tochter des Malers Robert Harries (* 1887; † 1914), der zwei Wochen vor ihrer Geburt im Ersten Weltkrieg an der Westfront fiel, und dessen Ehefrau Eva (geb. Salinger) (1886–1973), die ebenfalls künstlerisch ausgebildet war.
Sie besuchte unter anderem von 1921 bis 1923 die Volksschule in Berlin, 1924 die dortige Gemeindeschule sowie von 1924 bis 1925 eine Privatschule und von 1925 bis 1931 die Rückert-Schule (heute Rückert-Gymnasium).
Von 1931 bis 1933 besuchte Katrine Harries, auf Empfehlung von Max Pechstein, die Studienateliers für Malerei und Plastik bei Robert Erdmann in Berlin und darauf von 1933 bis 1938 die Vereinigte Staatsschule für freie und angewandte Kunst in Berlin bei Ferdinand Spiegel; dazu belegte sie auch die Kurse Kunstgeschichte, Wandmalerei, Lithografie und Ätzdruck.
Weil Katrine Harries nur mütterlicherseits Jüdin und zudem die Tochter eines Kriegsgefallenen war, kann sie die ersten Jahre in der Zeit des Nationalsozialismus noch unbehelligt in Berlin studieren; doch wurden die Verhältnisse zunehmend schwieriger, sodass sie im Juli 1939 mit ihrer Mutter zu Verwandten nach Kapstadt emigrierte; anfangs verdiente sie ihren Lebensunterhalt mit verschiedenen anspruchslosen angewandten Arbeiten und nach dem Krieg zeichnete sie Illustrationen für verschiedene Kapstädter Zeitungen, so unter anderem für Nationale Pers, Sarie Marais and Die Huisgenoot.
Sie erhielt 1949 einen Lehrauftrag für Radierung und Lithografie und später für Typografie an der 1925 gegründeten Michaelis School of Fine Art an der Universität Kapstadt und lehrte, anfangs auf Teilzeitbasis, und ab 1960 in Vollzeit, bis 1977. Sie beendete ihre Lehraufgabe aus gesundheitlichen Gründen und verstarb zwei Monate später.
Katrine Harries stand im Briefwechsel mit der Künstlerin Waltraute Macke-Brüggemann.
Die Porträtmalerin Elke Wulk-Voltmer, die ihre Kommilitonin in Berlin gewesen war, schenkte als ihre Nachlassverwalterin den Nachlass der Universität Kapstadt.

## Künstlerisches Wirken
Obwohl Katrine Harries sich selbst nie als Künstlerin gesehen hatte, sprechen die Bilder ihrer Berliner Zeit für sich; sie gehörte als Künstlerin zur sogenannten verschollenen Generation. Bis zu ihrem Tod entstanden in Südafrika nur noch Gebrauchsgrafiken, unter anderem Plattenhüllen, zahlreiche Bucheinbände und Illustrationen in über sechzig Büchern.

## Ausstellungen
Katrine Harries stellte in verschiedenen Ausstellungen aus, unter anderem auf der Biennale di Venezia, und die South African National Gallery kaufte zwei ihrer Zeichnungen.

## Ehrungen und Auszeichnungen
1952 gewann Katrine Harries den Cape Tercentenary Award for Lithography.
Ihr wurde 1973 die Ehrenmedaille der Südafrikanischen Akademie für Grafik verliehen.
1974 erhielt sie den Hoogenhout-Preis der South African Library Association für ihre Illustrationen in Rympies vir Kleuters von Leon Rousseau; sie erhielt den Preis ebenfalls in den Jahren 1969 und 1977. Nach ihrem Tod wurde der Name des Preises in The Katrine Harries Award geändert, der inzwischen der älteste Preis für Kinderbuchillustrationen in Südafrika ist.
In Kapstadt wurde die Straße Katrina Harries nach ihr benannt.

## Buchillustrationen (Auswahl)
- Cape Country. African Bookman, 1946.
- Stories van Rivierplaas. Nasionale Pers, 1955.
- Traditional Cooking of the Cape Malays. Balkema 1957.
- Alba Bouwer, Katrine Harries: Abdoltjie: ses verhaaltjies oor 'n maleiertjie van die ou Kaap. 1958.
- Eugene Marais; Katrine Harries: Dwaalstories. 1959.
- Nicolaas Petrus van Wyk Louw; Katrine Harries: Raka. 1966 (limitierte Auflage).
- Pieter Willem Grobbelaar; Katrine Harries: Die Mooiste Afrikaanse Sprokies. 1968.
- Pieter Willem Grobbelaar; Katrine Harries: Die son-seuns en ander Afrikaanse sprokies. 1970.